# 地福寺 (東京都北区)
地福寺（じふくじ）は東京都北区中十条にある真言宗智山派の寺院。山号は十條山。山号を付して「十條山地福寺」、あるいは寺号のみで「地福寺」と呼ばれることが多い。お寺の近所にはメディア等で度々紹介される埼京線の十条駅付近の十条銀座商店街がある。JR埼京線十条駅とJR京浜東北線東十条駅の間にあるため利便性の良いお寺である。

## 概要
地福寺の縁起は、康平年間（1058年～1065年）、仁和寺の僧・経邦によって開山と伝えられる。
経邦は御室御所の秘仏である薬師如来を奉持して前九年の役の際に源頼義に随行、頼義の帰還後も当地に留まり、薬師尊を奉安し、前九年の役で戦死した兵士を供養したと伝えられる。
鎌倉時代には北条氏より公田を賜り、寛政年間には徳川幕府より十二石の領地朱印状を賜る。
江戸時代、当寺の正面の道が日光御成道（旧岩槻街道、現都道460号線都道、補助83号線）だったこともあり、徳川将軍の日光社参時には休憩所としても使われた。また、江戸時代には武士の師弟を教育する権威のある寺子屋を開いていたが、明治5年頃より一般の子弟にたいしても、広く教育の門戸を開放した。
住職不在時代や明治時代の廃仏毀釈を経て、多くの境内地と寺宝什物等を消失。昭和20年4月13日では東京大空襲で山門と水屋以外を灰燼に帰す。昭和31年仮本堂と庫裏を建立、昭和49年現本堂を建立した。
山門前には高く伸びた黒松の古木(尊称、千年の松)があり、山門脇にある六体の地蔵尊の内、１番大きな地蔵尊は「王子の三地蔵」「鎌倉街道のお地蔵さま」と云われている。他、閻魔大王の庚申像(貞享２年作)など。また、境内には、「母娘遍路像（ハンセン病患者のお遍路像）」や貞明皇后の彫像がある。
門前の旧岩槻街道(日光御成道)拡幅工事に伴い、令和元年11月、現在の塀が完成。

## 交通アクセス
- 埼京線、十条駅より徒歩10分、京浜東北線、東十条駅より徒歩4分。